# Бергедорф (Гамбург)
Бергедорф (нім. Bergedorf) — один з 7 районів міста Гамбург (Німеччина). Район Бергедорф є південно-східним із семи районів Гамбурга. Порівняно з іншими районами тут найменше населення на найбільшій території та найбільше зелених і орних земель. Район складається з 14 міських частин (нім. Stadtteilen):
- Алермеє (нім. Allermöhe)
- Альтенгамме (нім. Altengamme)
- Бергедорф (нім. Bergedorf)
- Більвердер (нім. Billwerder)
- Курслак (нім. Curslack)
- Кірхвердер (нім. Kirchwerder)
- Лобрюгге (нім. Lohbrügge)
- Морфліт (нім. Moorfleet)
- Нойалермеє (нім. Neuallermöhe)
- Ноєнгамме (нім. Neuengamme)
- Оксенвердер (нім. Ochsenwerder)
- Райтброк (нім. Reitbrook)
- Шпаденланд (нім. Spadenland)
- Татенберг (нім. Tatenberg)